# Magnus Wennström
Gustaf Emil Magnus Wennström, född 31 december 1893 i Ränneslövs församling, Hallands län, död 2 februari 1974 i Lund, Malmöhus län var en svensk väg- och vattenbyggnadsingenjör.
Wennström, som var son till Claes Julius Wilhelm Wennström och Hilda Sofia Settergren, avlade studentexamen i Lund 1918 och utexaminerades från Kungliga Tekniska högskolan 1922. Han var biträdande ingenjör vid Malmö stads byggnadskontor 1922–1923, vid stadsingenjörskontoret i Malmö 1923–1924, stadsingenjör i Lunds stad 1924–1946 samt konsulterande ingenjör och föreståndare för Vattenbyggnadsbyråns kontor i Malmö från 1946.
Wennström var vice ordförande i styrelsen för Lunds stads skolor för yrkesundervisning 1926–1941, ordförande i styrelsen för praktiska hushållsskolan 1930, i Lunds skyttegille ett tiotal år och var en av stiftarna av och mångårig sekreterare i Lunds Rotaryklubb. Han innehade diverse kommunala uppdrag, var styrelseledamot i Svenska kommunaltekniska föreningen, huvudman i Skånska Brand och ledamot av ett stort antal expropriationsnämnder. Han var vice luftskyddschef och tjänstegruppchef för teknisk tjänst vid Lunds luftskyddskår 1940–1947. Utöver nedanstående skrifter författade han diverse artiklar i facktidskrifter och dagspress.